# Eunice makemoana
Eunice makemoana är en ringmaskart som först beskrevs av Chamberlin 1919.  Eunice makemoana ingår i släktet Eunice och familjen Eunicidae. Inga underarter finns listade i Catalogue of Life.